# Lagoa Funda das Lajes
A Lagoa Funda das Lajes é uma lagoa portuguesa localizada nas montanhas centrais da ilha das Flores, a uma cota média de 500 metros de altitude, concelho de Lajes das Flores, ilha das Flores, arquipélago dos Açores. Encontra-se nas proximidades da Lagoa Rasa.
Junto a esta lagoa tem origem a Ribeira Funda.